# Malacanthidae

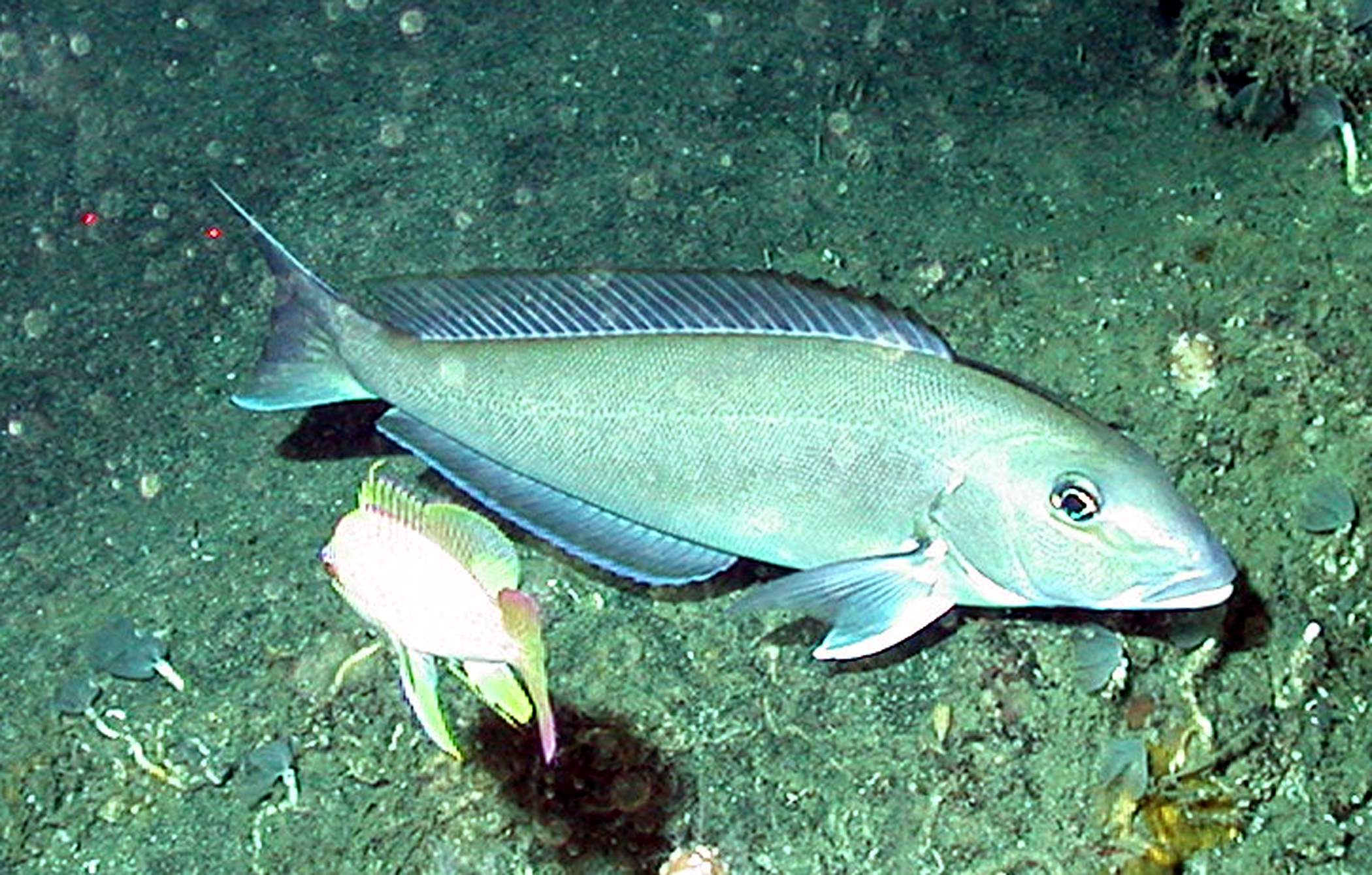
Lopholatilus chamaeleonticeps

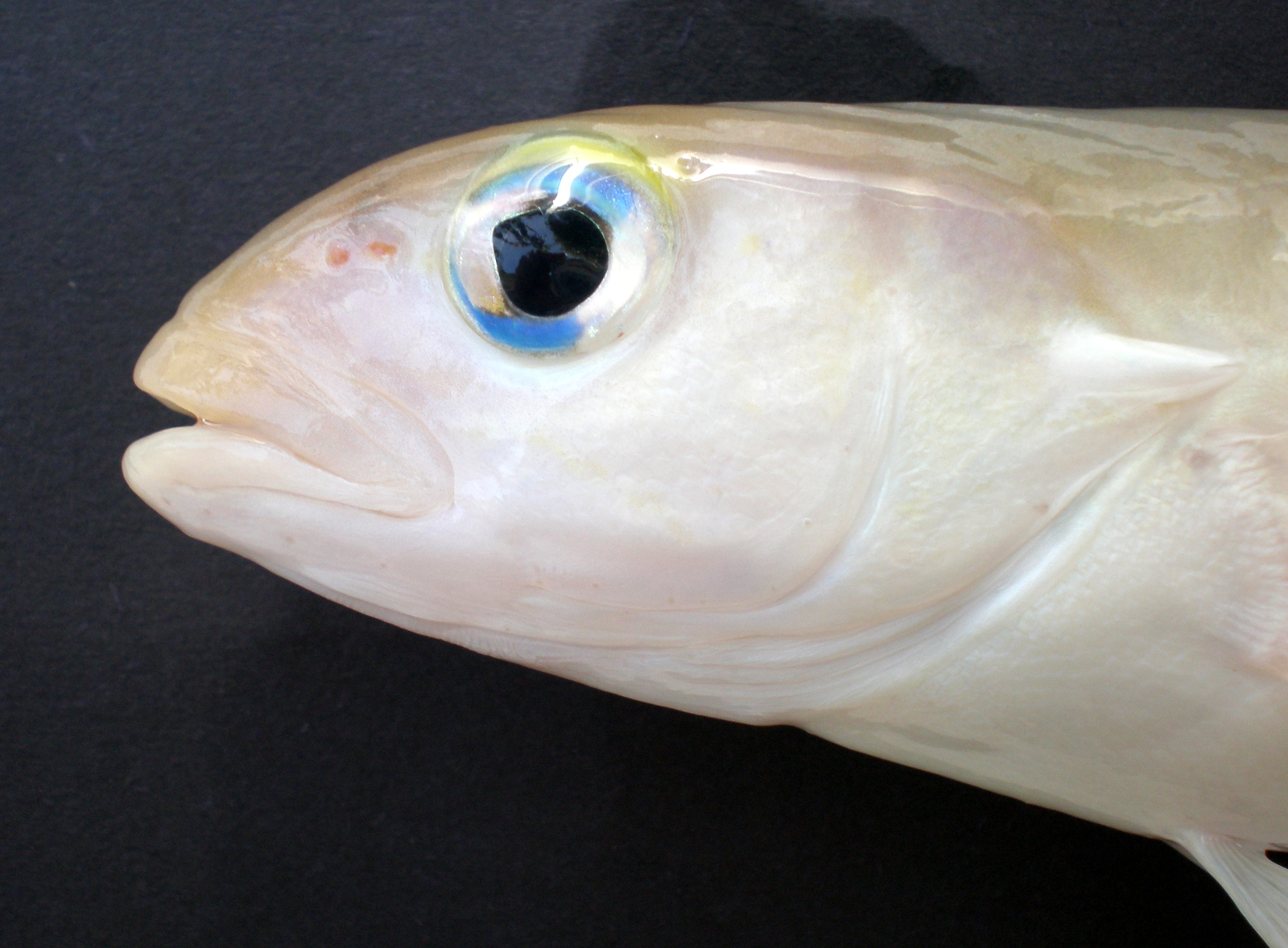
Malacanthus brevirostris

Los blanquillos (Malacanthidae) son una familia de peces marinos incluida en el orden Perciformes. Se distribuyen por los océanos Atlántico, Índico y Pacífico, entre 10 y 500 m de profundidad (normalmente entre 50 y 200 m). aunque la especie Malacanthus latovittatus puede encontrarse también en estuarios.
Aparecen por primera vez en el registro fósil en el Mioceno.

## Morfología y ecología
Presentan una aleta dorsal relativamente larga, con 22 a 64 radios, así como una aleta anal también larga con una o dos espinas débiles y numerosos radios blandos, y una aleta caudal truncada o ahorquillada. Parte superior de la cabeza con o sin cresta cutánea y un opérculo con una patente y aguda espina. Las larvas presentan sobre la cabeza espinas alargadas y serradas.
Todas las especies viven en el interior de madrigueras, algunas en grandes montículos de escombros construidos por ellas mismas, en parejas o en colonias. Se alimentan de invertebrados bentónicos o de zooplancton.

## Explotación y contaminación por mercurio
Las variedades de mayor tamaño de este género son pescadas comercialmente bien mediante palangre, bien con redes de arrastre de fondo. No obstante estos peces han sido destacados por encontrarse entre las especies con mayor contenido de mercurio en su carne, por lo que la FDA norteamericana desaconseja su consumo a mujeres embarazadas y a niños. El mercurio es acumulado en forma de metilmercurio (altamente tóxico y persistente) en los tejidos de numerosas especies marinas, sobre todo en peces predadores de otras especies, los cuales acumulan en mayor cantidad el mercurio que ya contenían sus presas.

## Sistemática
Según Dooley los blanquillos están compuestos de dos grupos diferentes morfológicamente y evolutivamente, por lo que propones separarlos en dos familias distintas. Actualmente se considera que existen 5 géneros agrupados en dos subfamilias:
- Subfamilia Latilinae:
  - Caulolatilus (Gill, 1862)
  - Lopholatilus (Goode y Bean, 1879)
- Subfamilia Malacanthinae:
  - Branchiostegus (Rafinesque, 1815)
  - Hoplolatilus (Günther, 1887)
  - Malacanthus (Cuvier, 1829)